# 杜拜電車
杜拜電車（阿拉伯语：‎，前稱蘇福電車）是一座位於阿拉伯联合酋长国（阿聯酋）杜拜蘇福的有軌電車系統，全長14.5（9.0英里）；其中杜拜電車第一期路線全長10.6（6.6英里），設站11座，於2014年11月12日開始載客。電車線沿蘇福路興建，起於杜拜碼頭區，止於蘇福，未來將延伸到阿聯酋購物中心。電車線在朱美拉湖塔樓區站和達馬克地產站與杜拜地鐵紅線交匯，並於朱美拉棕櫚島位於蘇福路的入口和朱美拉棕櫚島單軌鐵路交匯。杜拜電車也是歐洲以外第一座以地面供電的方式驅動列車的地面電車系統。

## 歷史
杜拜電車工程是杜拜道路交通管理局2020年集體運輸系統總體規劃的一部分，在2008年獲得阿聯酋副總統兼總理、杜拜酋長穆罕默德·本·拉希德·阿勒馬克圖姆的批覆。道路交通管理局在當年4月向由法國的阿爾斯通、比利時的Besix、英國的信佳集團和美國的栢誠集團組成的財團批出電車系統第一期路線的設計合約，並委託法國的賽思達為該項目的工程顧問。杜拜電車系統第一期路線的高架橋和車站在2009年夏季動工，不過由於2007年—2008年環球金融危機，道路交通管理局資金短缺，無法向承建商發放款項；因此承建商自2008年起便開始減慢工作進度，並於2010年6月和2011年1月以資金問題為由停止施工。不過，到了2012年初，杜拜政府從滙豐銀行等外資銀行獲得一筆總值6.75億美元，用以推動杜拜電車項目建設的資金，而電車工程的進度也已經恢復正常。杜拜電車第一列車廂在2013年12月運抵杜拜，並於翌年1月至10月在蘇福至杜拜碼頭區一帶進行試車。這條電車線最終於2014年11月11日在穆罕默德酋长的主禮下通車，並於翌日（11月12日）當地時間（UTC+06:30）清晨6時30分正式開放載客。
根據道路交通管理局的計劃，杜拜電車第二期路線將連接蘇福和阿聯酋購物中心，第三期路線則沿朱美拉路興建，止於12月2日街。道路交通管理局已在2016年8月就上述路線的興建工程的可行性研究招標。

## 路線及車站
杜拜電車第一期路線全長10.6公里，設有11座車站，是全球首條完全以地面供電的方式驅動列車的電車系統，也是歐洲以外首座採用這種方式驅動列車的電車系統。這條電車線的起點是位於杜拜地鐵紅線沙拉夫DG站附近的車廠，電車離開車廠後會駛入沿蘇福路興建的地面線，途經知識村、媒體城等各站，之後電車還會駛入在杜拜碼頭區興建的高架路段。杜拜電車設有三個換乘站：乘客可以在朱美拉湖塔樓區站和杜拜碼頭區站轉乘紅線，並於朱美拉棕櫚島站轉乘朱美拉棕櫚島單軌鐵路。
| 编号 | 站名                   | 阿拉伯文名稱 | 启用日期       | 轉乘路線                     |
| ---- | ---------------------- | ------------ | -------------- | ---------------------------- |
| 1    | 朱美拉海滩住宅区第一站 | ‎             | 2014年11月11日 |                              |
| 2    | 朱美拉海滩住宅区第二站 | ‎             | 2014年11月11日 |                              |
| 3    | 朱美拉湖塔樓站         | ‎             | 2014年11月11日 | 杜拜地鐵紅線                 |
| 4    | 杜拜碼頭區商場站       | ‎             | 2014年11月11日 |                              |
| 5    | 杜拜碼頭區站           | ‎             | 2014年11月11日 | 杜拜地鐵紅線（達馬克地產站） |
| 6    | 碼頭塔樓站             | ‎             | 2014年11月11日 |                              |
| 7    | 米娜瑟亚黑站           | ‎             | 2014年11月11日 |                              |
| 8    | 杜拜媒體城站           | ‎             | 2014年11月11日 |                              |
| 9    | 朱美拉棕櫚島站         | ‎             | 2014年11月11日 | 朱美拉棕櫚島單軌鐵路         |
| 10   | 知識村站               | ‎             | 2014年11月11日 |                              |
| 11   | 蘇福站                 | ‎             | 2014年11月11日 |                              |

## 列車

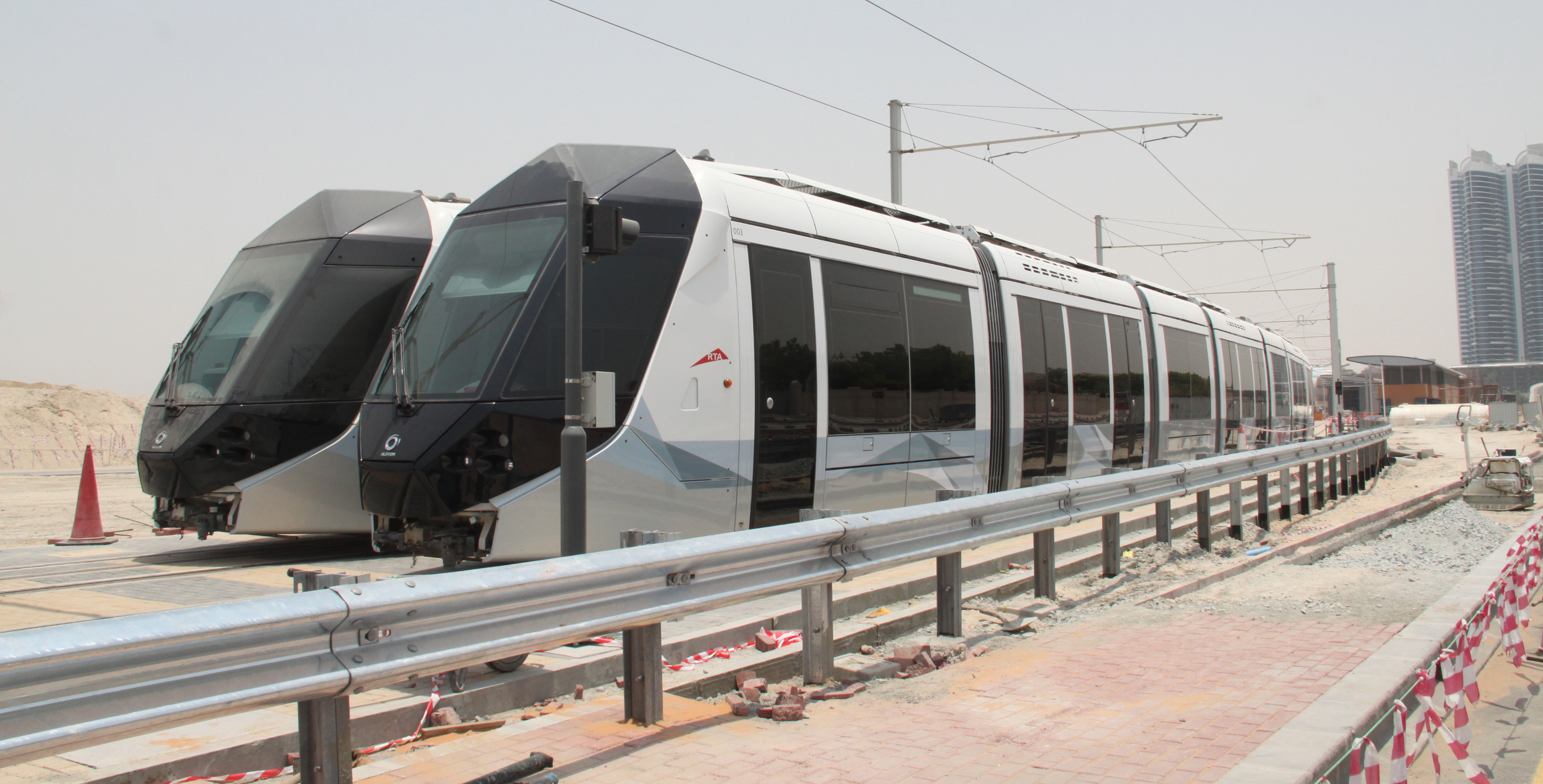
兩列停在蘇福車廠附近的阿爾斯通Citadis402型電車（攝於2014年7月）

道路交通管理局向法國鐵路車輛製造商阿爾斯通採購了11列阿爾斯通Citadis402型電車，並於2013年6月14日正式接收這一批電車。通車初期，杜拜電車系統共有11列列車，一列電車全長44公尺，共設有7節車廂（包括頭等黃金級車廂、普通等銀級車廂，以及婦孺專用車廂），可以搭載408名乘客。。列車時速50公里，由司機負責駕駛，然而在有需要的時候，電車可以實現遙控駕駛。為了保證電車系統的安全運行，每一列電車都設有酒精探測器和駕駛失知制動裝置——司機必須通過酒精測試才可以駕駛電車；在駕駛期間，司機每隔三到五秒就要按動操縱杆上的駕駛失知制動裝置一次，令電車可以繼續前行。位於蘇福車廠的車務控制中心會負責監視電車的運行狀態。杜拜電車採用APS二型地面供電系統，電車會從軌道上收集電力。電車能夠適應杜拜高溫、潮濕、多沙和容易引致腐蝕的環境，而且還設有顯示實時乘客資訊的裝置。道路交通管理局計劃在電車第二期路線通車時採購另外14列電車，令電車車隊的規模增加到25列電車。

## 營運資料
信佳集團在2013年9月和道路交通管理局簽訂為期75個月的杜拜電車服務經營合約，這家公司也是杜拜地鐵的運營商。
杜拜電車每天的首班車在當地時間6時30分開出（星期五的首班車在9時開出），末班車在翌日1時00分開出。杜拜電車每天的營運時數是19小時，列車走完全程需要48分鐘。營運方會在特別的場合延長電車的服務時間。杜拜電車每班車的間隔時間為8分鐘。
乘客可以使用Nol卡支付杜拜電車的車費。Nol卡分為為公共交通工具常客而設的銀卡和藍卡、為頭等車廂乘客而設的金卡和個人金卡，以及為旅客而設的紅卡；當中藍卡和個人金卡的加密功能比銀卡和金卡更強。杜拜電車第一期路線全線都屬於同一個收費區。
|              | Nol卡  | Nol卡  | Nol卡    | Nol卡  | Nol卡  |
| 銀卡         | 金卡   | 藍卡   | 個人金卡 | 紅卡   |        |
| ------------ | ------ | ------ | -------- | ------ | ------ |
| 普通等       | Dh3    | 不適用 | Dh3      | 不適用 | Dh4    |
| 黃金級       | 不適用 | Dh6    | 不適用   | Dh6    | Dh8    |
| 普通等一日票 | 不適用 | 不適用 | 不適用   | 不適用 | Dh20   |
| 黃金級一日票 | 不適用 | 不適用 | 不適用   | 不適用 | Dh40   |
| 七日票       | 不適用 | 不適用 | Dh50     | Dh100  | 不適用 |
| 三十日票     | 不適用 | 不適用 | Dh140    | Dh280  | 不適用 |
| 九十日票     | 不適用 | 不適用 | Dh330    | Dh660  | 不適用 |
| 年票         | 不適用 | 不適用 | Dh1060   | Dh2120 | 不適用 |

此外，長者、學生和有特殊社會需要的人士持Nol藍卡乘搭杜拜電車，可享有車費半價優惠。

## 事故
- 2014年10月2日：一列正在調試的電車在駛近路口的時候和一輛衝紅燈的私家車相撞。杜拜警方表示，在這次事故中，私家車車頭損毀，電車輕微損毀，但無人受傷[21]。
- 2014年12月17日：一輛私家車在駛至朱美拉海滩住宅区（Jumeirah Beach Residence）一個路口的時候，因為司機看錯燈號左轉，停在路口的電車路軌，而與一列駛近的電車相撞，事故令電車服務中斷15分鐘。[22][23]

## 外部連結
- 道路交通管理局公共運輸主頁 （页面存档备份，存于）